# Tentativi di volo
Tentativi di volo (Flight) è un romanzo per ragazzi scritto dallo statunitense Sherman Alexie. Il libro, pubblicato nel 2007, è uscito in Italia nel 2010, edito da Rizzoli. L'opera, che ha come tema principale il disagio adolescenziale ha come protagonista Pustola, un ragazzo di origini nativo americane ed irlandesi, capace di viaggiare nel tempo..

## Trama
Pustola è un ragazzo difficile, orfano di madre ed abbandonato dal padre in tenera età, e che si lascia sballottare in affidamento da una famiglia all'altra contentandosi di una vita sprecata appresso all'alcol e alla compagnia di alcuni indiani vagabondi suoi amici. Un giorno, nuovamente arrestato dal poliziotto Dave per essere fuggito dai suoi nuovi genitori adottivi e per averli malmenati, Pustola conosce Justice, un ragazzo bianco dalla parlantina magnetica verso il quale il ragazzo decide di aprire il suo cuore.
Insieme i due fuggono e Justice, mosso dal fervore di messia, insegna a Pustola a sparare e a farsi giustizia da sé ricorrendo alla violenza e al sopruso. Mosso dai discorsi di Justice, Pustola entra come convenuto col suo giovane mentore in banca e fa una strage, uccidendo a sangue freddo una ventina di persone. Quando la guardia dello sportello gli spara un proiettile dietro la nuca, per Pustola inizia un viaggio nel tempo attraverso più reincarnazioni.
Inizialmente nei panni di Hank Storm, agente dell'FBI durante il conflitto fra indiani d'America e forze dell'ordine, assiste alla tortura brutale di un giovane indiano e poi al suo omicidio. Poi si risveglia nel corpo di un ragazzo indiano del XIX secolo, proprio durante la Battaglia del Little Bighorn e, dopo aver assistito al mutuo massacro fra le due parti, viene costretto da suo padre ad uccidere dei ragazzi soldato statunitensi per perpetrare la vendetta indiana.
Chiusi gli occhi, Pustola si trova sbalzato nel corpo malmesso dell'anziano Gus, un trapper irlandese pronto a guidare una spedizione punitiva di americani in un villaggio indiano. Durante il massacro dei nativi, un soldato salva un bambino e fugge; colpito dal coraggio del ragazzo, Pustola/Gus decide di aiutarlo nella fuga e così dopo una corsa affannosa si sacrifica per salvare i due innocenti.
Il corpo successivo è quello di Jimmy, un pilota di aerei che viene lasciato dalla moglie per la sua infedeltà e responsabile di aver insegnato ad Abbad, suo migliore amico, come pilotare gli aerei. Lo stesso uomo che poi si è dimostrato essere, con grande dolore di Jimmy, un terrorista. Traditore e tradito, il pilota alla fine preferisce suicidarsi in volo.
Dopo la morte di Jimmy, Pustola entra nel corpo di suo padre, arrivando a comprendere la profonda sofferenza del genitore che non ha mai conosciuto e cui ha sempre guardato con ostilità. Il padre sorprende il ragazzo conservando nel portafoglio, sempre vicino a sé, la foto del figlio ancora bambino, testimonianza del suo amore.
Dopo tali scioccanti esperienze Pustola si ritrova nel suo corpo, ma prima di aver compiuto la strage. Imparato ormai il valore delle vita, decide di andare a costituirsi dal poliziotto Dave, ormai sua vecchia conoscenza e quasi un amico, una faccia familiare. Dopo aver ascoltato il ragazzo e avergli tolto le pistole, Dave finisce per adottare Pustola, assieme al fratello vigile del fuoco e alla cognata infermiera. Di fronte alla possibilità di ricominciare daccapo con una nuova famiglia, Pustola scoppia in lacrime, chiedendo ai suoi nuovi genitori di chiamarlo col suo vero nome: Michael.

## Edizioni
- Sherman Alexie, Tentativi di volo, Milano, Rizzoli, 2010,  p. 204, ISBN 9788817038164.